# Wehrplatte

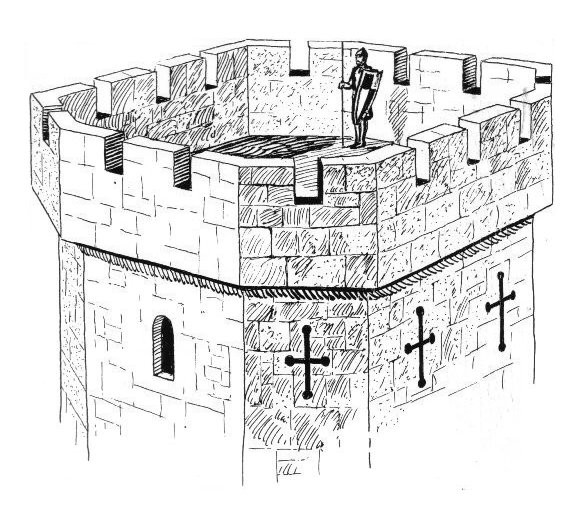
Wehrplatte auf einem Turm

Eine Wehrplatte oder Wehrplattform ist die oberste Verteidigungsplattform antiker und mittelalterlicher Tore, Türme (beispielsweise die Wehrplattform eines Bergfrieds) und Wehrerker. Die Wehrplatte ist mit einer Brustwehr umgeben, die meistens mit Zinnen oder Schießscharten bewehrt ist.
Während in wärmeren Gegenden (beispielsweise im Mittelmeerraum) die Wehrplattformen offen sein konnten, waren sie in Mitteleuropa üblicherweise von einem Dach überdeckt (bei Türmen auch von einem Helm). Die Wehrplatte wird zumeist durch eine Wendeltreppe, seltener über eine Reitschnecke erreicht.